# Crowea saligna
Crowea saligna es una especie  de arbusto perteneciente a la familia de las rutáceas. Es nativa de Australia en el este de Nueva Gales del Sur.

## Descripción
Es un arbusto esbelto que alcanza un tamaño de 1,5 m de altura, las ramas en ángulo. Las hojas estrechas, amplio-elípticas, de 3-6 cm de largo, 4-13 mm de ancho, el ápice agudo a obtuso, apiculado, sésiles. Las flores son axilares, con pedúnculo de 5-13 mm de largo, con 2 pares de diminutas, bractéolas basales, triangulares. Sépalos 3-3,5 mm de largo, glabros, finamente ciliados. Pétalos elípticos, 12-20 mm de largo, de color rosa a púrpura o blanco rara vez.

## Hábitat
Crece en el bosque esclerófilo en lugares protegidos en piedra arenisca.

## Taxonomía
Crowea saligna fue descrita  por el  botánico Henry Charles Andrews  y publicado en Botanist's Repository, for new, and rare plants 2:, t.79, en el año 1800.
Sinonimia
- Crowea latifolia Lodd.
- Crowea saligna var. macrantha Bois
- Crowea saligna var. major auct.
- Crowea saligna var. stricta auct.
- Eriostemon salignus Baill.[2]